# Лийметс, Хейно
Хейно Лийметс (с 1936 до 1945 года — Хейно Либерт, с 1945 года — Хейно Йоханович Лийметс; 22 января 1928 — 30 апреля 1989, Таллин) — советский эстонский учёный-педагог, психолог, логик, преподаватель, занимавшийся в том числе научными исследованиями в области обучения «трудных» детей. Академик АПН СССР (1967), По национальности — выру.
Родился в селе Кула в семье Йохана и Эллы Лийметсов, затем его семья переехала в село Сару, где он поступил в начальную школу, а позже в Харлгу, где он учился до 1942 года. Получение среднего образования завершил в Валге (иногда этот город указывается как его место рождения). В 1947 году поступил в Тартуский университет на психологический факультет, закончил его в 1952 году, в 1953—1956 годах учился в аспирантуре при этом университете и начал преподавать в нём с 1956 года. В 1960 году вступил в КПСС. В 1963—1975 годах возглавлял в этом университете кафедру педагогики, в 1975 году перешёл на работу в Таллинский университет, где работал до конца жизни и где с 1985 года возглавлял кафедру психологии и педагогики. В 1950—1953 и 1959—1961 годах параллельно с учёбой или работой в университете работал психологом в школах. Активно занимался общественной деятельностью: с 1975 по 1988 год возглавлял Эстонское общество психологов СССР, в 1972 году возглавил Эстонский НИИ педагогики на общественных началах, входил в состав редакционной коллегии журнала «Вопросы психологии». В 1967 году он стал членом Академии педагогических наук СССР, в 1982 году — почётным доктором Хельсинкского университета, в 1985 году — почётным доктором Тампереского университета. Умер в Таллине, однако похоронен в Тарту.
В общей сложности написал порядка 390 работ по педагогике. Его научные работы посвящены теории дидактики, социальной педагогике, общей теории воспитания и воспитания «трудных» детей в частности. Разработал теорию так называемой «интегральной дидактики», обоснованную им в его работе 1982 года «Развитие личности школьника и интегральная дидактическая система». Суть его взглядов сводилась к тому, что школа в той или иной форме должна контролировать большую часть временных ресурсов детей, чтобы в дальнейшем они могли стать полноценными членами общества. В своих работах большое внимание уделял «коллективному воспитанию». Выступал в качестве рецензента многих работ по педагогике 